# Supermodelka

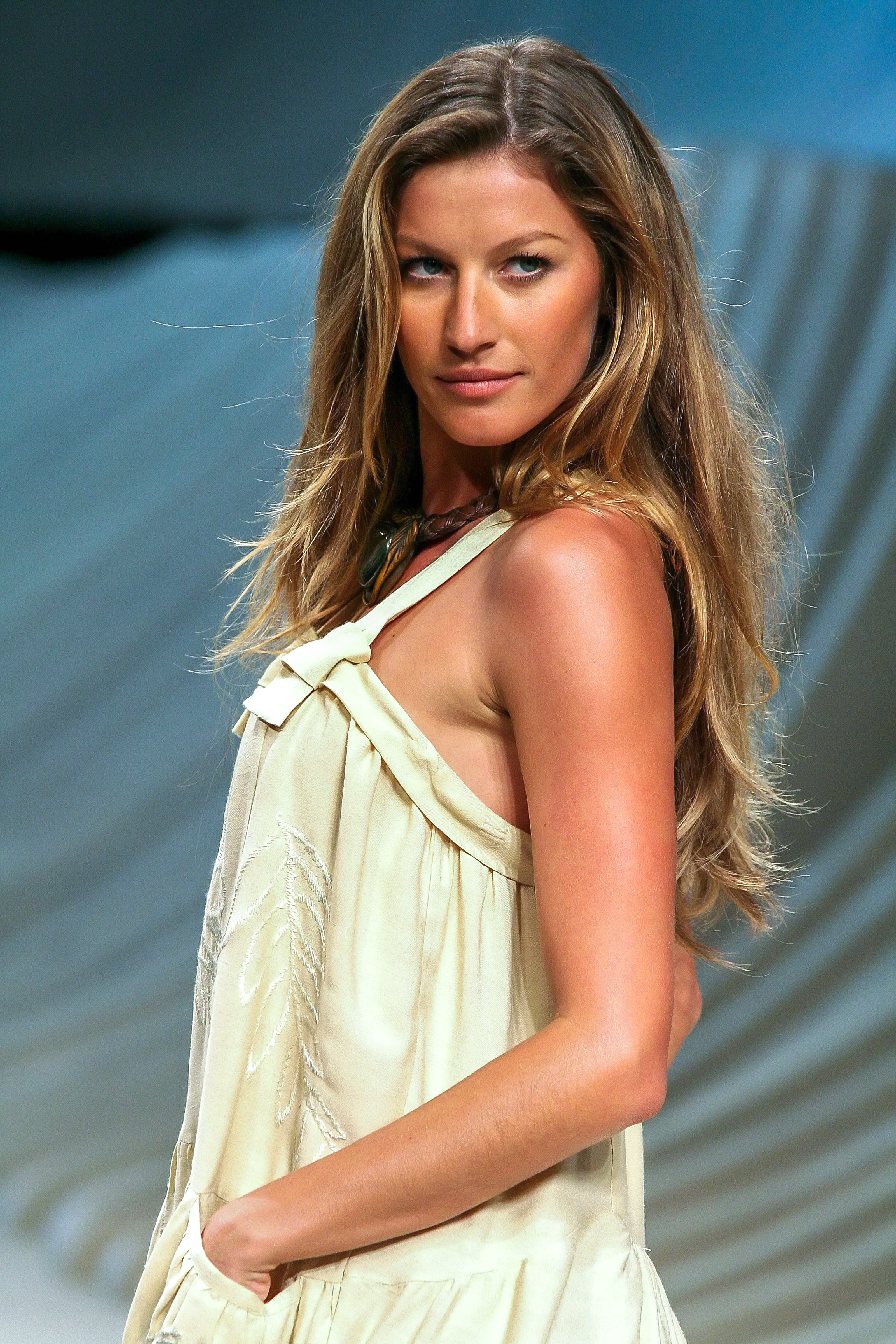
Gisele Bündchen jest najlepiej zarabiającą modelką od 2004 oraz „ostatnią supermodelką”.

Supermodelka – określenie dobrze zarabiającej modelki, zazwyczaj mającej dobrą reputację na całym świecie i mającej doświadczenie zarówno w zakresie mody luksusowej, jak i modelingu komercyjnego. Termin „supermodelka” został rozpowszechniony w latach 80. XX wieku.
Supermodelki zazwyczaj pracują dla projektantów mody i marek odzieżowych. Mają kontrakty warte miliony dolarów i biorą udział w równie zyskownych kampaniach reklamowych i pokazach mody. Ich nazwiska są traktowane jak cenne marki, rozpoznawane na całym świecie dzięki ich osiągnięciom w zakresie modelingu. Z reguły każda z nich znalazła się na okładkach tzw. Wielkiej Czwórki Vogue’a, czyli amerykańskiej, francuskiej, brytyjskiej i włoskiej edycji magazynu. Claudia Schiffer określiła, że „w celu stania się supermodelką trzeba znaleźć się na wszystkich okładkach na całym świecie, więc ludzie będą w stanie cię rozpoznać.”

## Początki

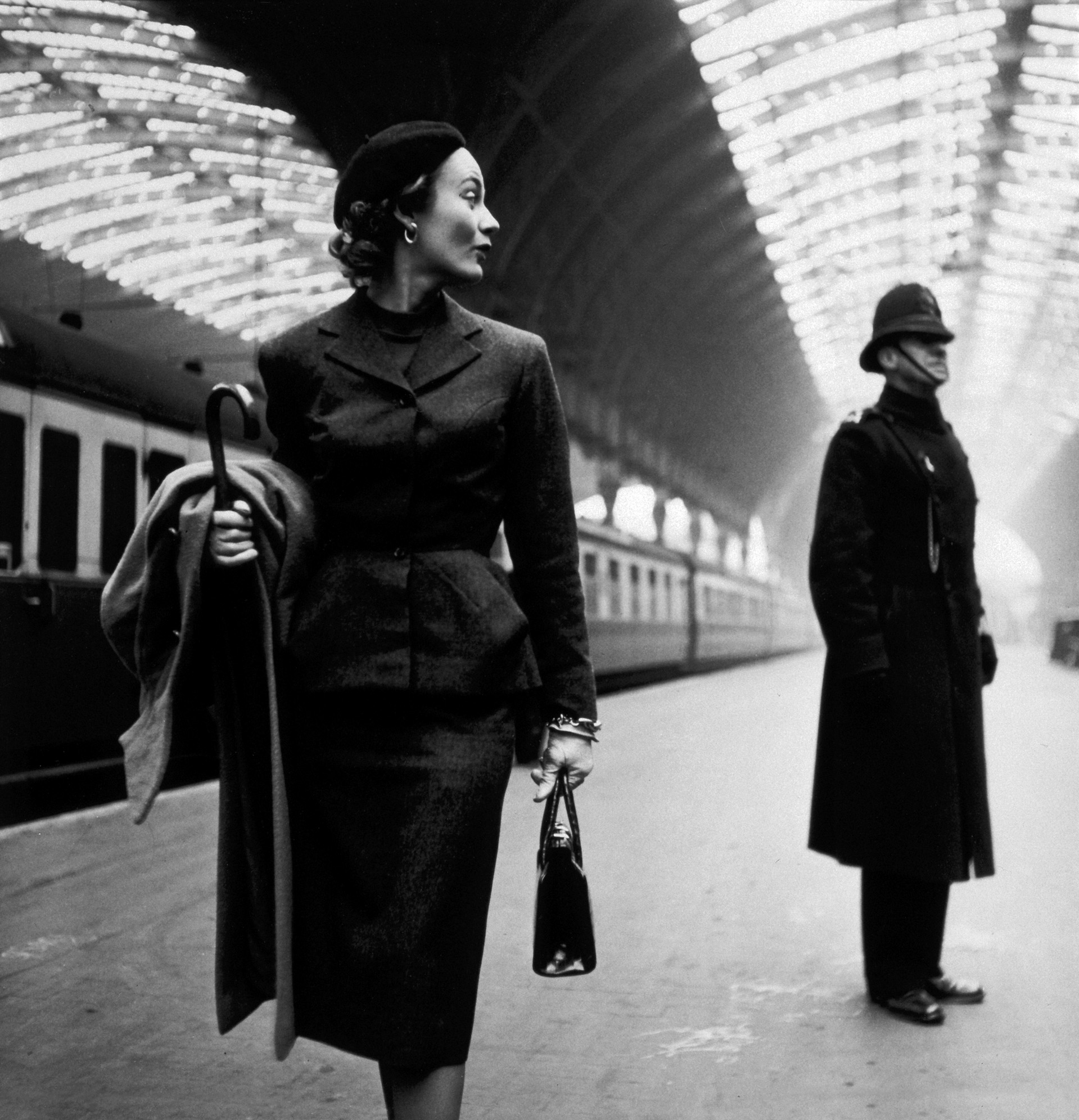
Lisa Fonssagrives, uważana przez wielu za pierwszą supermodelkę.

Po raz pierwszy termin „supermodel” został użyty przez artystę Henry’ego Stacy’a Marksa w wywiadzie w 1891; nie było to jednak jeszcze określenie na osobę pracującą w branży modowej. 6 października 1942 dziennikarka Judith Cass zamieściła termin „supermodel” w swoim artykule dla Chicago Tribune zatytułowanym „Super Models are Signed for Fashion Show” (z ang. „Supermodele podpisują kontrakty na pokazy mody”). W 1943 agent Clyde Matthew Dessner wykorzystał to słowo w swoim poradniku „So You Want To Be A Model!”. Według książki Model: The Ugly Business of Beautiful Women, autorstwa Michaela Grossa, określenie „supermodel” było po raz pierwszy użyte właśnie przez Dessnera. W 1949 magazyn Cosmopolitan odwołał się do Anity Colby, w tamtym okresie najlepiej zarabiającej modelki, jako „supermodelki”.
Termin supermodel był używany jeszcze kilkakrotnie w latach 60. i 70. XX wieku, zwłaszcza wobec Twiggy, Jean Shrimpton, Margaux Hemingway i Beverly Johnson. Modelka Janice Dickinson błędnie uznała siebie za twórczynię terminu „supermodel” w 1979 jako połączenia Supermana i modelki. Dickinson stwierdziła także, że jest pierwszą supermodelką.
Lisa Fonssagrives jest powszechnie uważana za pierwszą supermodelkę. Pojawiała się w większości luksusowych magazynów mody i popularnych czasopismach w latach 30., 40. i 50. XX wieku, chociażby Town & Country, Life, Vogue, Vanity Fair, Harper’s Bazaar i Time. Dorian Leigh także nazwano pierwszą supermodelką na świecie, podobnie jak Gię Carangi i Jean Shrimpton.